# Akaflieg München Mü 11
Die Akaflieg München Mü 11 „Papagei“ war ein einsitziges Segelflugzeug der studentischen Fliegergruppe Akaflieg München, das für die Schulung konstruiert war.

## Geschichte
Nachdem die Akaflieg München nach der Machtergreifung 1935 in Flugtechnische Fachgruppe (FFG) an der TH München bei der Deutschen Versuchsanstalt für Luftfahrt e. V. (DVL) umbenannt und damit auch von staatlicher Seite gefördert wurde, setzte eine rege Bautätigkeit ein. So wurde 1935 ein Gleiter gebaut, der in der Einfachheit der Konstruktion dem beliebten Schulgleiter SG 38 glich. Es existieren leider kaum Aufzeichnungen über das Flugzeug und es hat den Zweiten Weltkrieg auch nicht überstanden.

## Technische Daten
| Kenngröße       | Daten   |
| --------------- | ------- |
| Besatzung       | 1       |
| Spannweite      | 10,60 m |
| Länge           | 5,40 m  |
| Höhe            | 2,18 m  |
| Flügelfläche    | 16 m²   |
| Flügelstreckung | 7,0     |
| Profil          | Gö 633  |
| Leermasse       | 92 kg   |